# 김영윤 (축구 선수)
김영윤(한국 한자: 金榮潤, 1990년 10월 10일 ~ )은 대한민국의 전 축구 선수이며, 포지션은 수비수였다.